# سیارک ۳۶۳۶
سیارک ۳۶۳۶ (به انگلیسی: 3636 Pajdusakova، نامگذاری:1982UJ2) سه هزار و ششصد و سی و ششمین سیارک کشف شده‌است که در ۱۷ اکتبر ۱۹۸۲ کشف شد.
قدر مطلق سیارک برابر ۱۴٫۰۰ است.